# Keegan Palmer
Keegan Palmer (San Diego, 12 de março de 2003) é um skatista profissional australiano, campeão olímpico.

## Biografia
Nascido em San Diego, Palmer mudou-se para Queensland, na Austrália, ainda jovem, tornando-se skatista profissional aos 14 anos. Em 2017, venceu a final do Dew Tour Am Bowl e, em 2019, ficou em terceiro lugar do Dew Tour 2019. No mesmo ano, finalizou em quarto no Campeonato Mundial de Skate em São Paulo. Nos Jogos Olímpicos de Verão de 2020, em Tóquio, consagrou-se campeão olímpico do skate park, com 95.83 pontos em sua apresentação.
Palmer é patrocinado por diversas marcas, como Nike Skateboarding, Oakley, Independent Truck Company, Bones Bearings, NHS e Boost Mobile. Ele alcançou um recorde mundial não oficial de maior distância percorrida rebocado por um carro em um skate em março de 2024, quando completou uma distância de 52 quilômetros no Calder Park Raceway, Melbourne, Austrália.

## Condecorações
Keegan Palmer foi agraciado com a seguinte condecoração:
- Medalha da Ordem da Austrália.[7]